# Elisa Iorio
Elisa Iorio (Módena, 21 de marzo de 2003) es una deportista italiana que compite en gimnasia artística.
Participó en los Juegos Olímpicos de París 2024, obteniendo una medalla de plata en la prueba por equipos (junto con Angela Andreoli, Alice D'Amato, Manila Esposito y Giorgia Villa).
Ganó una medalla de bronce en el Campeonato Mundial de Gimnasia Artística de 2019 y dos medallas en el Campeonato Europeo de Gimnasia Artística de 2024.

## Palmarés internacional
| Juegos Olímpicos   | Juegos Olímpicos     | Juegos Olímpicos  | Juegos Olímpicos     |
| Año                | Lugar                | Medalla           | Prueba               |
| ------------------ | -------------------- | ----------------- | -------------------- |
| 2024               | París (Francia)      | Medalla de plata  | Concurso por equipos |
| Campeonato Mundial |                      |                   |                      |
| Año                | Lugar                | Medalla           | Prueba               |
| 2019               | Stuttgart (Alemania) | Medalla de bronce | Concurso por equipos |
| Campeonato Europeo |                      |                   |                      |
| Año                | Lugar                | Medalla           | Prueba               |
| 2024               | Rímini (Italia)      | Medalla de oro    | Concurso por equipos |
| 2024               | Rímini (Italia)      | Medalla de plata  | Barras asimétricas   |